# Honda Domani
La Honda Domani  (in giapponese: ホンダ ・ ドマーニ) è un'autovettura prodotta dalla casa automobilistica giapponese Honda dal 1992 al 2000.

## Prima generazione (1992-1997)
Meccanicamente derivata dalla versione dalla Civic degli anni 90 (codice telaio EG), venne introdotta nel 1992 e la produzione terminò nel 1997. La berlina Domani inizialmente montava due motorizzazioni da 1,6 e 1,8 litri (dal 1992 al 1997), dal 1994 un motore 1,5 litri. 
In Europa erano disponibili nelle varianti berlina a cinque porte e station wagon, che sostituivano la berlina Concerto. Nel Regno Unito venne venduta anche in versione VTi con il motore DOHC VTEC B18C4 da 1,8 litri. In Giappone era disponibile anche con il sistema di trazione integrale Real Time di Honda.
Dalla Honda Domani furono derivate la berlina Rover 400 (con la quale condivideva gran parte della componentistica), la Rover 45 del 1999 e MG ZS del 2001, che vennero prodotti con numerosi restyling, fino al fallimento del gruppo Rover fino all'aprile 2005. Dalla vettura venne derivata la terza generazione della Isuzu Gemini.

## Seconda generazione (1997-2000)

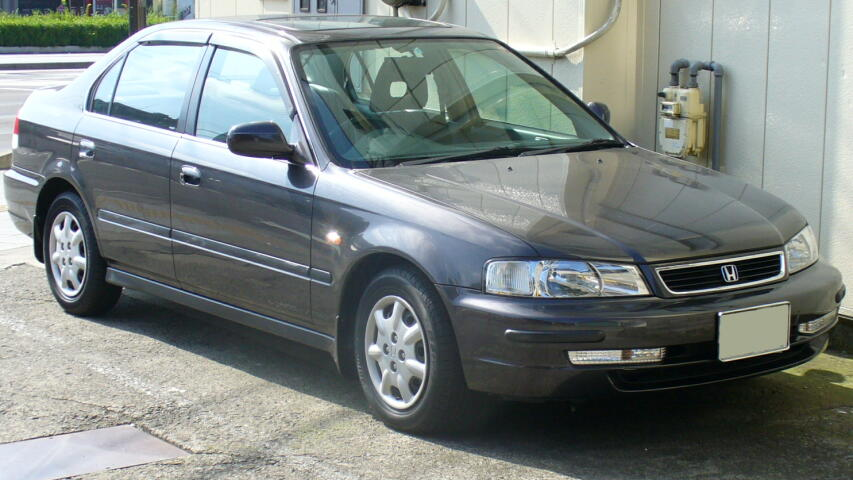
Honda Domani seconda serie del 1997

La seconda generazione fu introdotta il 31 gennaio 1997 ed era costruita sulla base della Civic EK.
La versione per il mercato canadese della seconda generazione della Domani fu costruita insieme alla Civic ad Alliston in Ontario, chiamata Acura EL, che venne esportata anche in Giappone e Taiwan come Honda Domani. In Giappone la Domani è stata sostituita dalla Honda Fit Aria, mentre la Acura EL è stata sostituita dalla nel 2006 dalla Acura CSX in Canada.